# Senior Advisor to the President of the United States
Der Senior Advisor to the President of the United States ist ein leitender Berater des Präsidenten der Vereinigten Staaten. Er gehört dem Executive Office of the President of the United States an. Der Titel wird seit 1993 offiziell vergeben. 
| Nr. | Amtsinhaber            | Aufgabengebiet                                                                      | Partei       | Amtszeit                                                 | Präsident      |
| --- | ---------------------- | ----------------------------------------------------------------------------------- | ------------ | -------------------------------------------------------- | -------------- |
| 1   | Rahm Emanuel           | Politische Angelegenheiten, Strategische Planung, Politik                           | Demokraten   | 20. Januar 1993 bis 7. November 1998                     | Bill Clinton   |
| 2   | George Stephanopoulos  | Strategische Planung, Politik                                                       | Demokraten   | 7. Juni 1993 bis 10. Dezember 1996                       | Bill Clinton   |
| 3   | Sidney Blumenthal      | Politische Angelegenheiten, Kommunikation, Politik                                  | Demokraten   | 19. August 1997 bis 20. Januar 2001                      | Bill Clinton   |
| 4   | Doug Sosnik            | Politische Angelegenheiten, Strategische Planung, Politik                           | Demokraten   | 7. November 1998 bis 20. Januar 2001                     | Bill Clinton   |
| 5   | Joel Johnson           | Kommunikation, Politik                                                              | Demokraten   | 20. Mai 1999 bis 20. Januar 2001                         | Bill Clinton   |
| 6   | Karl Rove              | Politische Angelegenheiten, Strategische Planung, Kommunikation                     | Republikaner | 20. Januar 2001 bis 1. September 2007                    | George W. Bush |
| 7   | Barry Jackson          | Politische Angelegenheiten, Strategische Planung, Kommunikation                     | Republikaner | 1. September 2007 bis 20. Januar 2009                    | George W. Bush |
| 8   | Valerie Jarrett        | Zwischenstaatliche Angelegenheiten, Öffentliches Engagement, Öffentliche Verwaltung | Demokraten   | 20. Januar 2009 bis 20. Januar 2017                      | Barack Obama   |
| 9   | Pete Rouse             | Strategische Planung                                                                | Demokraten   | 20. Januar 2009 bis 1. Oktober 2010                      | Barack Obama   |
| 10  | David Axelrod          | Politische Angelegenheiten, Kommunikation                                           | Demokraten   | 20. Januar 2009 bis 10. Januar 2011                      | Barack Obama   |
| 11  | David Plouffe          | Politische Angelegenheiten, Kommunikation                                           | Demokraten   | 10. Januar 2011 bis 25. Januar 2013                      | Barack Obama   |
| 12  | Daniel Pfeiffer        | Politische Angelegenheiten, Kommunikation                                           | Demokraten   | 25. Januar 2013 bis 6. März 2015                         | Barack Obama   |
| 13  | Brian Deese            | Klima und Energie                                                                   | Demokraten   | 6. März 2015 bis 20. Januar 2017                         | Barack Obama   |
| 14  | Shailagh Murray        | Kommunikation                                                                       | Demokraten   | 3. April 2015 bis 20. Januar 2017                        | Barack Obama   |
| 15  | Jared Kushner          | Strategische Planung                                                                | Republikaner | 20. Januar 2017 bis 20. Januar 2021                      | Donald Trump   |
| 16  | Stephen Miller         | Politik                                                                             | Republikaner | 20. Januar 2017 bis 20. Januar 2021                      | Donald Trump   |
| 17  | Ivanka Trump           | Frauen und Gleichstellung                                                           | Republikaner | 20. Januar 2017 bis 20. Januar 2021                      | Donald Trump   |
| 18  | Eric Herschmann        | Oppositionsforschung, Rechtliche Fragen                                             | Republikaner | 3. August 2020 bis 20. Januar 2021                       | Donald Trump   |
| 19  | Kevin Hassett          | Wirtschaftliche Fragen                                                              | Republikaner | 15. April 2020 bis 1. Juli 2020                          | Donald Trump   |
| 20  | Mike Donilon           | Strategische Planung                                                                | Demokraten   | 20. Januar 2021 bis 23. Januar 2024                      | Joe Biden      |
| 21  | Cedric Richmond        | Öffentliches Engagement, Öffentliche Verwaltung                                     | Demokraten   | 20. Januar 2021 bis 18. Mai 2022                         | Joe Biden      |
| 22  | Anita Dunn             | Kommunikation                                                                       | Demokraten   | 20. Januar 2021 bis August 2021 Mai 2022 bis August 2024 | Joe Biden      |
| 23  | Keisha Lance Bottoms   | Öffentliches Engagement                                                             | Demokraten   | 1. Juli 2022 – 31. März 2023                             | Joe Biden      |
| 24  | Julie Chávez Rodriguez | Zwischenstaatliche Angelegenheiten                                                  | Demokraten   | 15. Juni 2022 – 16. Mai 2023                             | Joe Biden      |
| 25  | Neera Tanden           | Gesundheitspolitik und Digitaler Dienst                                             | Demokraten   | 17. Mai 2021 – 26. Mai 2023                              | Joe Biden      |
| 26  | Mitch Landrieu         | Infrastrukturinvestitionen und Arbeitsplätze                                        | Demokraten   | 15. November 2021 – 8. Januar 2024                       | Joe Biden      |
| 27  | Gene Sperling          | COVID-19-Hilfe                                                                      | Demokraten   | 15. März 2021 – August 2024                              | Joe Biden      |
| 28  | John Podesta           | Innovation und Umsetzung sauberer Energie, Internationale Klimapolitik              | Demokraten   | 2. September 2022 – 20. Januar 2025                      | Joe Biden      |
| 29  | Stephen K. Benjamin    | Öffentliches Engagement                                                             | Demokraten   | 1. April 2023 – 20. Januar 2025                          | Joe Biden      |
| 30  | Tom Perez              | Zwischenstaatliche Angelegenheiten                                                  | Demokraten   | 12. Juni 2023 – 20. Januar 2025                          | Joe Biden      |
| 31  | Annie Tomasini         | Stellvertretende Stabschefin                                                        | Demokraten   | Juni 2023 – 20. Januar 2025                              | Joe Biden      |
| 32  | Ben LaBolt             | Kommunikation                                                                       | Demokraten   | 8. August 2024 – 20. Januar 2025                         | Joe Biden      |